# Glonn (Amper)
Die Glonn ist ein etwa 50 Kilometer langer, linker Zufluss der Amper in Oberbayern. In Abgrenzung zur Glonn (Mangfall) wird diese Glonn auch die Nördliche Glonn genannt.

## Namensherkunft
Ihren Namen hat der Fluss aus dem keltischen: „Glanos“, das heißt rein und glänzend, oder „glana“, was so viel wie die „Reine, Heilige“ bedeutet. Die Römer haben diesen Namen übernommen. In Urkunden um das Jahr 770 wurde der Fluss mit „Clana“ bezeichnet.

## Landschaft
Die Glonn durchfließt in einem Muldental das Donau-Isar-Hügelland. Als regulierter Fluss fließt die Glonn weitgehend ohne Mäander. Angrenzende Wiesen und Äcker werden landwirtschaftlich intensiv bewirtschaftet. Eine Folge ist hierbei die Überschreitung ökologisch relevanter Richtwerte für Nährstoffeinträge wie Nitrat und Phosphat. Genügend breite Uferrandstreifen fehlen meistens und Altwasser existieren nur noch vereinzelt. Teilweise existieren Landschafts- und Naturschutzflächen, wie z. B. das Weichser Moos und bei Petershausen.

## Verlauf
Sie entspringt südöstlich von Mittelstetten im Landkreis Fürstenfeldbruck, im Wenigfeld (ca. 525 m ü. NHN). Das Wasser der neun Quellen, die der Glonn ihren Ursprung geben, tritt am Fuße eines Tales aus der Erde. Vier Quellen entspringen in einem kleinen Gehölz neben der Straße, der kleine Bach ergießt sich in einen Weiher, der von den weiteren 5 Quellen gespeist wird. Das Wasser der Quellen ist leicht rötlich gefärbt. Durch den Kontakt mit Sauerstoff oxidiert das im Wasser enthaltene Eisen und färbt die Erde rostrot.
Die Glonn durchfließt auf 39 Flusskilometern den Landkreis Dachau, In der Ausrichtung von West nach Ost, und mündet bei der Kirche St. Joseph in Allershausen bei Freising mit zwei Armen in die Amper als deren wichtigster Nebenfluss (ca. 440 m ü. NHN).
Das Gefälle der Glonn beträgt somit rund 85 m. Das Glonntal weist eine durchschnittliche Breite von 1 – 1,5 km auf.
Abflusswerte und Pegel bei Hohenkammer: MNQ 1,32 m3/s, MQ 3,28 m3/s und HQ 180 m3/s.

## Charakter und Umgebung
Die 50,4 Kilometer lange Glonn durchfließt ein agrarisch genutztes Gebiet im Dreieck zwischen Augsburg, Freising und Dachau. Die Glonn durchfließt ruhig ein von Natur aus fruchtbares Tal im tertiären Hügelland. Der Wasserspiegel der meist 12 m breiten Glonn liegt bei normaler Wasserführung in seinem trapezförmig ausgebauten Bett ca. 1 – 1,5 m unter dem Gelände. Die Glonn durchfließt die Landschaft monoton ohne jegliche Mäander, Die Ufer sind streckenweise von einem schmalen Gehölzsaum oder Einzelbäumen begleitet, die anschließenden Flächen sind mit Ausnahme weniger Hecken und Gehölzgruppen von der landwirtschaftlichen Nutzung geprägt. Noch monotoner und kaum sichtbar fließen viele Seitenbäche der Glonn durch die Landschaft.
Die Glonn stellt heute ein kanalartiges Gerinne dar, das an vielen Stellen durch Wehre aufgestaut ist. Die Sohle besteht teilweise aus sandig-kiesigem Substrat, in strömungsberuhigten Abschnitten finden sich jedoch größere Schlammablagerungen. Naturnahe Lebensräume sind nur noch in wenigen Teilbereichen vorhanden.
Im Laufe der Zeit sind die naturnahen Lebensräume, wie beispielsweise die ursprünglichen Auen, auf kleine, wertvolle Restbestände zusammengeschrumpft. 1973 wurde das Glonntal als Landschaftsschutzgebiet ausgewiesen. Die schönsten und letzten Überreste seiner Auwälder, der Streuwiesen und Niedermoorflächen finden sich bei Weichs und Egenburg. Im Kernbereich des Weichser Mooses bei Weichs reicht die Torfschicht heute noch zwei Meter tief, am nördlichen Rand sind es 70 Zentimeter.
Die Vielfalt der Landschaft, die man lange Zeit als Ödland betrachtete, ist enorm: Nass- und Feuchtwiesen wechseln ab mit Hochstaudenfluren, Weiden und Weidengebüschen und Seggenrieden. Die Gräben und Streuwiesen kennzeichnen das Gebiet als bäuerliche Kulturlandschaft. Seit mehr als 40 Jahren stehen weite Teile des Glonntals unter Schutz, um den Naturraum zu erhalten und wiederherzustellen und um ihn als Erholungsgebiet zugänglich zu machen.

## Gewässergüte
Die Glonn ist ein stark belasteter nährstoffreicher Fluss. Neben der Belastung durch die Abläufe von 31 kommunalen Kläranlagen, die direkt oder durch die seitlichen Nebenbäche eingeleitet werden, wird die Gewässergüte zusätzlich noch durch die Einleitung von häuslichem Abwasser, Mischwasserentlastungen und diffusen Einträgen speziell durch die Landwirtschaft beeinträchtigt. Durch die zahlreichen naturfremden Einleitungen wird die Fähigkeit zur biologischen Selbstreinigung bei den meisten Bächen überbeansprucht.
Die Quellbäche der Glonn sind zum Teil noch sehr gering belastet. Ab dem ersten Kläranlagenablauf in Mittelstetten bis zur Einmündung in die Amper ist die Glonn kritisch belastet und gehört somit zur Gewässergüteklasse II – III. Seit 2001 wird keine Gewässergütekarte der Glonn vom Wasserwirtschaftsamt München bzw. Freising erstellt.
2018 wurde festgestellt, dass die obere Glonn einen unbefriedigenden ökologischen Zustand nach EU-Wasserrahmenrichtlinie aufweist.

## Nutzung und Regulierung

### Historische und heutige Regulierung, sowie Nutzung
Die Glonn ist ein, zwischen 1919 und 1924, weitgehend regulierter Fluss ohne dynamische Entwicklungsmöglichkeiten (sog. dynamisches Flusssystem). Die Begradigung des Flusses führt zu einem tiefen Eingraben der Glonn mit Auswirkungen auf den Grundwasserspiegel.
Zahlreiche Staustufen regulieren den Fluss zudem. An vielen Stellen finden sich Ableitungskanäle, die von Mühlen, Stromgewinnungsanlagen oder Holzsägewerken benutzt werden oder benutzt wurden. Zu den Mühlen, die noch heute in Betrieb sind, zählen (von der Quelle bis zur Mündung): Egenburger Mühle, Vogacher Mühle, Furthmühle (erste Mühle an der Glonn, im Jahre 1165 erwähnt, heute technisches Museum), Oberhandenzhofer Mühle, Arnbacher Mühle und Obermoosmühle. Von den ursprünglichen, historischen Mühlen wird ein Großteil noch heute zur Stromgewinnung genutzt.
Durch den Bau dieser Mühlen griff der Mensch erstmals in das Ökosystem des Flusses ein. Die wirtschaftliche Nutzung begann um 1300, als die ersten Mühlen an der Glonn entstanden. Im Laufe der Zeit stieg die Zahl auf 24 Mühlen an. Heute befinden sich noch 13 Mühlen, vor allem zur Stromgewinnung, an der Glonn. Um die Wasserkraft nutzen zu können, musste der Fluss gebändigt werden. Wichtig waren eine gleichbleibende Wassermenge, eine günstige Strömung sowie ein Hochwasserüberlauf. Nachdem das Wasser die Mühlräder für die Mahl- oder Sägemühlen angetrieben hatte, floss es im so genannten Mühlenschuss in einem tief eingegrabenen Bett schnell weiter. Wie auf alten Karten zu sehen ist, breitete sich das Wasser anschließend seenartig aus und beruhigte sich wieder.

### Versandung der Glonn als Auslöser der Regulierung
Das ganze Glonntal litt fast durchweg an starker Versumpfung, verursacht durch die zahlreichen Mühl- und Triebwerksanlagen, die sich in fast ununterbrochener Staufolge aneinander reihten. Die Stauanlagen hielten den Glonnwasserspiegel dauernd nahezu auf Geländehöhe, so dass den anliegenden Talgründen jede Vorflut für die notwendige Entwässerung genommen war. Die ungenügenden Abflussverhältnisse der alten Wehr- und Mahlanlagen und des vollkommen verwachsenen Glonnbettes führten schon bei einem kleinen Hochwasser zu Schäden in den Talgründen. Die Talwiesen lieferten also nur geringe Erträge und minderwertiges Futter. Viele Wiesen trugen fast ausschließlich Sauergräser, Moos und andere Sumpfpflanzen und so genannte Unkräuter, so dass sie nur zur Streugewinnung dienen konnten.
Da das Wasser der Glonn durch die Stauanlagen viel zu langsam abfloss, war eine weitere Folge der verminderte Geschiebetransport. Dies führte zu einer Sohlenauflandung, die ebenfalls zur Vernässung der Wiesen beitrug. Aus diesem Grund wurde bereits im 19. Jahrhundert eine Regulierung der Glonn angestrebt.

### Projekt der Flussregulierung und Begradigung
Die Korrektur der Glonn begann im Jahre 1919 und war 1924 abgeschlossen. Sie wurde auf genossenschaftlicher Grundlage von den Kulturämtern München und Ingolstadt durchgeführt. Ein Ziel dieser Maßnahme war, die Talgründe zu entwässern und damit für die Landwirtschaft ertragreiche Wiesen zu schaffen. Dies geschah durch die Vertiefung des Flussbettes auf 2 bis 2,5 m; damit war angestrebt, den Grundwasserspiegel um etwa 50 cm zu senken. Außerdem erfolgte die Absenkung des Wasserstandes bei den Mühlen um durchschnittlich 90 cm, damit wollte man die Hochwassergefahr eindämmen. Durch die Flussregulierung erfuhr das Landschaftsbild des gesamten Glonntals eine umwälzende Veränderung. Die vielen Flussschlingen, Windungen und Gumpen verschwanden. Heute zieht sich der Lauf der Glonn geradlinig in einem tiefen Bett durch das Tal. Die Begradigung stellte einen gigantischen Eingriff in den Naturhaushalt und das Landschaftsbild dar.
Zur Durchführung des Projekts wurden fünf öffentliche Genossenschaften gegründet und die Glonn in fünf Abschnitte unterteilt. Der erste Bauabschnitt war Allershausen-Petershausen im Zuständigkeitsbereich des Bezirksamtes Freising. In diesem Abschnitt waren 370 Grundbesitzer mit insgesamt 2.200 Tagwerk Grund beteiligt.
Die Sohlbreite wurde bei Petershausen auf 15 m, und die Tiefe auf durchschnittlich 3 m festgelegt. Der zweite Bauabschnitt, Petershausen-Indersdorf, war 12 km lang, beinhaltete 1630 Tagwerk Grund und 350 Grundbesitzer. Es wurde ein Hochwasserkanal bei Weichs und ein Unterwasserkanal bei Glonn gebaut und die Mühlen in Weichs und Asbach abgesenkt. Der dritte Abschnitt zwischen Indersdorf und Erdweg war 10 km lang und umfasste 1450 Tagwerk und 340 Grundeigentümer. Das Bachbett wurde hier 2 bis 2,5 m tief und an der Sohle 10 bis 12 m breit. Die seitlichen Entwässerungsgräben waren 1,2 bis 1,5 m tief und 0,5 bis 1,5 m breit. Der Abschnitt vier umfasste das Gebiet Unterweikertshofen-Taxa und der Abschnitt fünf Taxa-Egenburg.
Die regulierte Flussstrecke umfasst 45 km, die zusätzlich angelegten Triebwerkskanäle sind 9 km lang, die gesamte Flussstrecke betrug vor der Regulierung 54 km. Außerdem legte man 70 km Entwässerungskanäle an. Die dafür notwendigen Erdbewegungen beliefen sich auf über 2 Mio. m³. Die zahlreich über die Glonn führenden Holzbrücken und Stege wurden durch massive Steinbrücken ersetzt. Insgesamt wurden 52 Brücken neu angelegt sowie 14 Triebwerke. Heute bestehen noch immer die Altrechte zwischen den Mühlenbesitzern und dem Bezirk Oberbayern. Sie beinhalten für den Besitzer die Rechte zur Nutzung der Wasserkraft, aber auch die Unterhaltspflicht für die Ufer am Mühlbach und an einem Abschnitt der Glonn.

### Folgen der Regulierung
Die starke Veränderung des Flusslaufs und die Erhöhung seines Gefälles setzte die Selbstreinigungskraft des Gewässers erheblich herab. Diese biologische Funktion wäre gerade heute überaus notwendig, da sehr viel verschmutztes Wasser, u. a. durch die Klärwerke, in den Fluss eingeleitet wird. Durch die zahlreichen Flusswehre ist die Glonn zerstückelt und nicht mehr annähernd ein natürliches Fließgewässer. Heute wird das Wasser der Glonn vor allem zur Stromerzeugung genutzt. Der starke Eingriff in das Ökosystem der Glonn ist im Verhältnis zur geringen Stromgewinnung gesehen viel zu hoch.
Mit der Regulierung verschwanden in weiten Teilen das den Fluss säumende Gebüsch, die Schwarz-Erlen und die Weiden. Durch die schnurgeraden Uferböschungen gingen Lebensräume für die Fischbrut verloren und auch für die als Nahrungsgrundlage der Fische wichtigen Kleinlebewesen verschlechterten sich die Bedingungen erheblich. Nicht zu unterschätzen ist die Tatsache, dass durch die einige Jahre dauernden Arbeiten und die Verfüllung zahlreicher Flussschleifen ein erheblicher Teil der Fischbrut vernichtet wurde. All dies führte zu einem plötzlichen Einbruch in das sensible Ökosystem, von dem sich der Fluss nicht mehr erholte.

### Heutige Schutzzonen
Die Landschaftsschutzflächen sind oft sehr schmal und bis zum Ufer findet an den meisten Stellen der Glonn eine landwirtschaftliche Nutzung statt. Bei Mühlbach gibt es ein Altwasser, welches aber nicht von der Glonn selbst bewässert wird, sondern vom Möslbach. Größere Landschaftsschutzflächen bzw. Naturschutzgebiete befinden sich bei Weichs und Petershausen.

### Fischbestand und seine Nutzung
In früheren Jahren zählte die Glonn zu den fischreichsten Gewässern Bayerns. Ihr hoher Fischbestand war unter anderem durch die relativ milden Wassertemperaturen bedingt – im Gegensatz zu den wesentlich kälteren Flüssen, die in den Alpen entspringen. Die Temperatur im Quellbereich beträgt während des Sommerhalbjahres 8 bis 10 °C, dadurch können sich die Kleinlebewesen als Nahrungsgrundlage der Fische wesentlich besser und rascher entwickeln. Der natürliche Bestand der Glonn setzte sich hauptsächlich aus Rutten, Weißfischen, Barben, Brachsen, Schleien, Aiteln und Hechten, weniger aus Karpfen zusammen.
Die Bedingungen für die Fische in der Glonn haben sich stark verändert, sodass man heute ohne künstlichen Besatz durch die Fischereivereine kaum noch Fische in der Glonn vorfinden würden. Nur noch einige Arten können sich auf natürliche Weise in der Glonn fortpflanzen. Da das Nahrungsangebot, die Kleinlebewesen in der Glonn, für Raubfische auf Grund der Verschmutzung sehr gering ist, verschlechtern sich die Überlebenschancen zusätzlich. Die negativen Auswirkungen auf einen Fluss waren auch zu Beginn unseres Jahrhunderts schon bekannt, wie aus einem Gutachten von 1903 über die mögliche Schädigung der Fischerei durch die Korrektion zu entnehmen ist: „Wie jeder künstliche Eingriff in den natürlichen Lauf eines Flusses gewisse Veränderungen der Lebensbedingungen für die Fischwelt bedingt, so wird zweifellos auch die Fischerei in der Glonn durch die projektierte Korrektion nicht unerhebliche Schädigungen erleiden. Zum einen liegt es an der Verkürzung des Flusslaufes durch die Auffüllung der wegkorrigierten Flussschleifen. Die Laichplätze der Fische werden dadurch quantitativ und qualitativ zweifelsohne nachteilig beeinträchtigt. In allen regulierten Flüssen ist der Fischbestand seit Durchführung der Korrektion merklich zurückgegangen und wird nur durch zutreffende Maßnahmen vor dem gänzlichen Verschwinden bewahrt bleiben können.“ Aus damaliger Sicht überwog aber die kulturelle Bedeutung der Flusskorrektion gegenüber der Fischerei. Der Wert der Glonn als Fischwasser wurde erheblich herabgesetzt. Durch die Herstellung einer künstlichen, kanalartigen Wasserrinne, durch das Beseitigen der natürlichen Ufervegetation und dem unregelmäßig gestalteten Uferbereich verschwanden viele ökologische Nischen, die heute in der Flusslandschaft fehlen.
Bis vor dem Ersten Weltkrieg ist die Fischerei in der Glonn ausschließlich berufsmäßig betrieben worden. Die hauptsächlichen Fanggeräte waren Netz und Reuse. Mit Flachbooten, den so genannten Zillen, und Zugnetzen fischten Berufsfischer vor allem in der Karwoche die Glonn ab. Den reichen Fang verkaufte man am Ort, vor allem aber auf dem Fischmarkt in Dachau und auf dem Viktualienmarkt in München. Die frühere Tafernwirtschaft von Petershausen mit dem dazugehörigen Fischwasser entwickelte sich Anfang des Jahrhunderts zu einer bekannten Fischgaststätte, in der Fischliebhaber von nah und fern Einkehr hielten.
Durch das Wasser der Glonn oder ihrer Zuflüsse gespeist befinden sich zahlreiche Weiher mit Fischbesatz im Glonntal.
Zurzeit leben in der Glonn rund 25 verschiedene Fischarten, am häufigsten vertreten sind hierbei Speisefische wie Karpfen, Schleie, Aal, Barbe, Hecht und Zander.

## Flora und Fauna
Der typische Baum an der Glonn ist die Weide. Daneben markieren abgestorbene Bäume, sog. Totholz, den Fluss als Revier von wieder eingeführten Bibern.
Auch Schwarz- und Silber-Pappel gehören zum Auwald. Dieser Bereich wird Weichholzaue genannt, wegen des leichten, weichen Holzes. Je weiter man sich von dem eigentlichen Flussbett entfernt, desto feinkörniger und lehmiger wird der Auenboden und umso seltener wird er überflutet. Hier kann sich ein Wald ganz anderer Art entwickeln. Esche, vor allem aber Ulme und Stieleiche prägen das Bild der flussbegleitenden Hartholzaue. Im Auenbereich bricht sich die Gewalt des Hochwassers, ohne nennenswerten Schaden anzurichten. Der Pflanzenbewuchs hat unter anderem die Funktion, den Boden mit dem dichten Wurzelwerk festzuhalten. Dadurch werden Abschwemmungen weitgehend verhindert, so dass der Schwebstoffgehalt des Wassers niedrig und das Wasser relativ klar bleibt, was vielleicht die Namensgebung des Flusses in alten Zeiten erklären könnte. An manchen Stellen der Glonn ist heute noch die smaragdgrüne Farbe des Wassers zu erkennen.
Typische Vogelarten sind: Drosselrohrsänger, Schilfrohrsänger, Sumpfmeise, Uferschwalbe, Wasseramsel und Zilpzalp.

## Zuflüsse
Von der Quelle zur Mündung. Auswahl.
- Röhrersbach (links)
- Tegernbach oder Burggraben (links)
- Rettenbach (links)
- Schweinbach (rechts), 8,2 km und 26,0 km²
- Holzgraben (rechts)
- Hartgraben (rechts)
- Umbach, am Unterlauf Hofaer Bach, (links), 6,5 km und 17,2 km²
- Miegersbach (links)
- Roßbach (links)
- Rohrbach (rechts), 7,0 km und 16,2 km²
- Steinfurter Bach (links)
- Steindlbach (rechts), 8,5 km und 25,0 km²
- Waldbach (rechts)
- Zeitlbach (links), 10,3 km und 37,9 km²
- Riensbach (rechts)
- Hofer Graben (links)
- Dorfbach (rechts)
- Eichhofner Bach, am Oberlauf Albersbach (links), 8,5 km und 16,8 km²
- Rothbach (rechts), 13,5 km und 44,7 km²
- Gittersbach (links)
- Langenpettenbach (links)
- Erlbach (links)
- Pasenbach, am Unterlauf Albertshofer Graben (rechts)
- Ebersbach (links), 3,3 km und 10,3 km²
- Asbach (rechts)
- Kollbach (rechts)
- Möslbach (rechts)
- Marbach (links)
- Alter Schlossgraben in Hohenkammer (links)
- Moosgraben (rechts).

## Gemeinden an der Glonn
- Mittelstetten
- Glon
- Egenhofen
- Egenburg
- Pfaffenhofen an der Glonn
- Odelzhausen
- Erdweg
- Schwabhausen
- Markt Indersdorf
- Glonn (Markt Indersdorf)
- Weichs
- Ebersbach
- Petershausen
- Mühldorf
- Hohenkammer
- Schlipps
- Allershausen

## Die historische Glonn
Ursprünglich floss die Glonn dynamisch in zahlreichen Windungen durch das weite, von sanften Hügeln begrenzte Tal. Die Ufer wurden von einem dichten Auwald gesäumt. Auwälder waren ursprünglich der natürliche Schutz des umliegenden Landes. Als Aue bezeichnet man räumlich jene Talzonen, die innerhalb des Einflussbereiches von Hochwasser liegen. In den weiter flussabwärts gelegenen Abschnitten mit geringerer Fließgeschwindigkeit wird die Überflutungszone oft sehr viel breiter und zeigt eine typische Vegetationsabfolge: In der Nähe des Flussbettes, dort, wo der Fluss sandige Rohböden freilegt, entsteht ein schmales Band von Weidengebüsch. Daran schließt sich auf denselben Bodenverhältnissen ein Wald aus Baumweiden an.
Die Erschließung hierzulande begann in den Flusstälern. Flüsse bildeten für die eingewanderten Menschen eine gute Orientierungshilfe und die Möglichkeit der Fortbewegung an den Ufern oder im Flussbett. Auf den etwas höher gelegenen, vor Überschwemmungen sicheren Terrassen entstanden erste Siedlungen. Ein typisches Beispiel eines solche erhöhten Siedlung ist Mühldorf zwischen Petershausen und Hohenkammer.
Eine Veränderung der Flusstäler durch Menschenhand geschah zuerst durch die landwirtschaftliche Nutzung der Auwälder als Waldweiden und später, nach der Rodung der Wälder, als Dauerweiden. Gelegentliche Überschwemmungen schadeten keiner der beiden Nutzungsformen.
Das ursprüngliche Flussbett der Glonn war viel breiter und ausgedehnter als heute, das Wasser konnte sich je nach Wasserstand neue Wege suchen. Der Untergrund in dem flachen Flussbett bestand aus hellem Kies und Sand, der sich zugleich zu Bänken herausformte. Wie auf alten Karten genau eingezeichnet ist, teilte sich die Glonn für kurze Strecken auch in mehrere Arme und bildete in ihrem ganzen Verlauf viele Mäander.
Auf alten Flurkarten und Luftaufnahmen kann man heute noch die Veränderung des Verlaufs über viele Jahrzehnte hinweg nachvollziehen. Flussschleifen wurden durch schwere Hochwasser vom Hauptfluss abgetrennt und es bildeten sich die Altwasser daraus. Die Kiesbänke änderten laufend ihre Gestalt und es entstanden und verschwanden kleine Inseln und Gumpen im Fluss.
Die Wassertiefe war an vielen Stellen sehr gering, so dass der Fluss auch ohne Brücke überquert werden konnte. Bis zur Regulierung gab es überdies so genannte Furten zum Durchfahren des an diesen Stellen besonders seichten Wassers.

## Maßnahmen zur Renaturierung des Lebensraumes

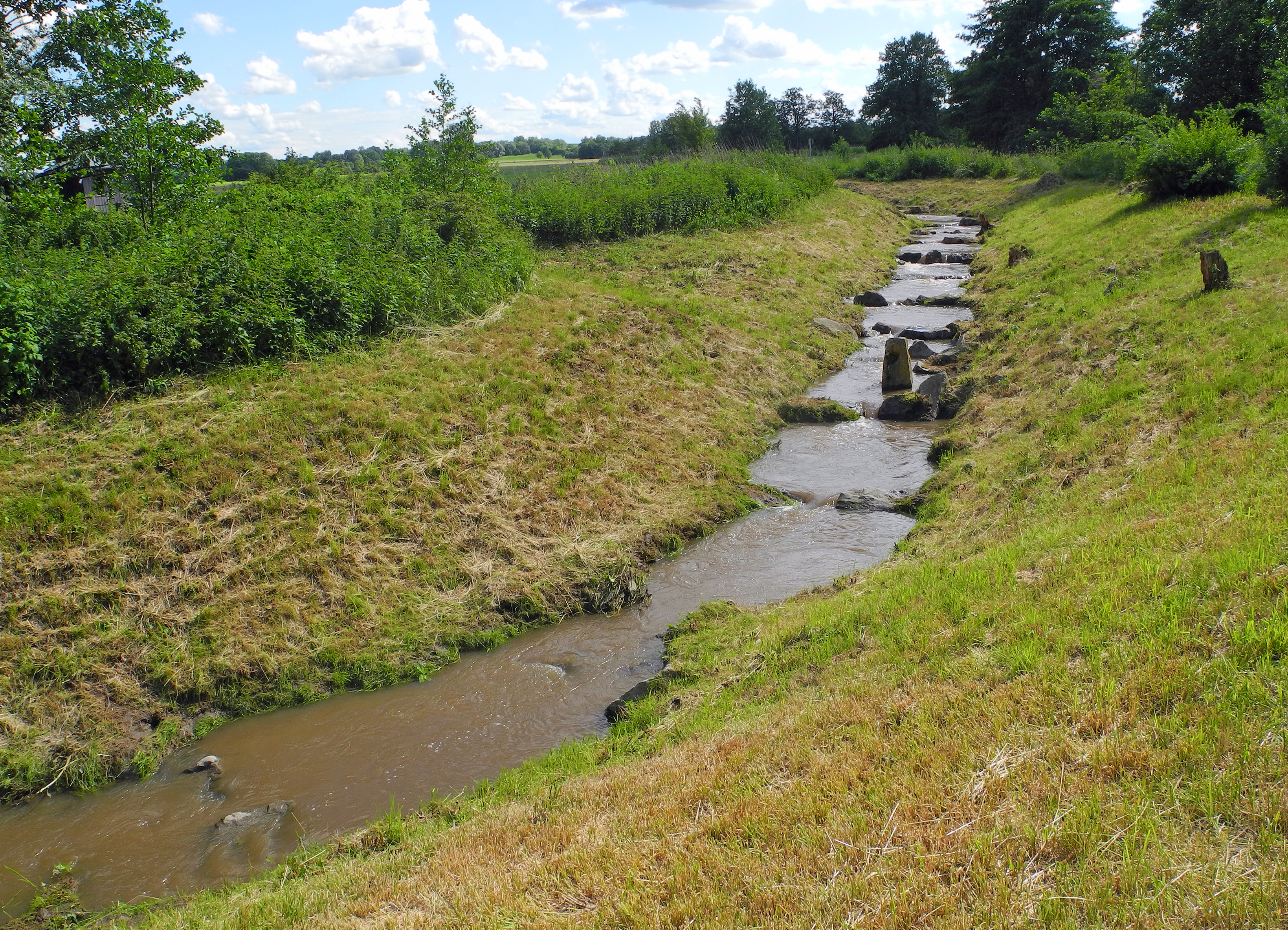
Fischtreppe an der Glonn westlich von Asbach (Petershausen)

Die Umsetzung der Wasserrahmenrichtlinien gibt die Ziele für die Entwicklung der Gewässer, in diesem Fall der Glonn, vor. Es wurden in den letzten Jahren Maßnahmen umgesetzt, die den Zustand der Glonn verbessert haben. Der geforderte „gute Zustand“ des Gewässers wurde bisher nicht erreicht. Es existiert seit 2001 der „Arbeitkreis Glonn“ am Landratsamt Dachau, der sich mit der Koordination von Maßnahmen im gesamten Einzugsbereich der Glonn beschäftigt.
Ein Beschluss des Bayerischen Landtags vom 27. April 1995 dazu besagt: „Die Staatsregierung wird aufgefordert, umgehend ein Untersuchungsprogramm für eine Auensanierung in Bayern vorzulegen, das auch Möglichkeiten, Abflussmengen und -geschwindigkeiten von Hochwässern zu reduzieren vorsieht. Es sollten insbesondere folgende Lösungsmöglichkeiten untersucht werden: Reduktion der Fließgeschwindigkeit durch Renaturierung von Fließgewässern mit Aufweitung des Gerinnes und der Möglichkeit zur natürlichen Gerinneverlegung; Wiederbestockung von Auwaldflächen in noch oder wieder regelmäßig überfluteten Retentionsräumen der Flüsse und Bäche.“
Für das Glonntal wird seitens des Landratsamtes Dachau eine hohe Dichte an auetypischen Lebensräumen wie Altwasser, Niedermoore, Nasswiesen und Auwälder mit vitalen Populationen standortheimischer Tier- und Pflanzenarten angestrebt, die auch Bereicherung für die Naherholung und Raum für Naturerfahrung bieten.